# Michael W. Young
Michael Warren Young (ur. 28 marca 1949 w Miami) – amerykański genetyk i chronobiolog, profesor na Uniwersytecie Rockefellera, od 2007 fellow American Society for Microbiology i członek National Academy of Sciences.
Wraz z Jeffreyem Hallem i Michaelem Rosbashem jest laureatem Nagrody Nobla w dziedzinie fizjologii lub medycyny w roku 2017, za prace związane z funkcjonowaniem zegara biologicznego – odkrycie molekularnych mechanizmów kontrolujących rytmy dobowe u organizmów żywych.
W 2013 otrzymał, wraz z Hallem i Rosbashem, Nagrodę Shawa w dziedzinie nauk o życiu i medycyny oraz Nagrodę Wiley.